# 白腹歐雅魚
白腹歐雅魚（學名：Squalius alburnoides）為輻鰭魚綱鯉形目雅羅魚科的其中一種，被IUCN列為易危保育類動物，分布於歐洲葡萄牙及西班牙南部Duero河、塔吼河、瓜迪亞納河與瓜達爾基維爾河下游流域，自然棲息地是河流和間歇性河流，受到棲息地喪失的威脅，本魚體呈長橢圓形且側扁，無觸鬚，從吻部到尾基部的深色中側條紋，體長可達25公分，成群在低地河川及湖泊活動，繁殖期在4至5月，雌魚會在植被生長、礫石底質的淺水域產卵，以甲殼類昆蟲為食。